# الغواصة الألمانية يو-1407
غواصة يو-1407 غواصة يو بوت ألمانية من الفئة السابعة عشر بي بنيت لسلاح بحرية ألمانيا النازية كريغسمارينه، في أحواض بلوم+فوس في هامبورغ خلال الحرب العالمية الثانية. أغرقت في مايو 1945، ثم انتشلت من تحت الماء ورفعت وتم إصلاحها وخدمت باسم أتش أم أس ميتورتي في سلاح البحرية الملكية البريطاني حتى عام 1949.